# Papiá kristang
Papiá kristang – język kreolski na bazie portugalskiego, używany przez około 800 osób, głównie w mieście Melaka (Malacca) w Malezji.
Jego słownictwo wywodzi się przede wszystkim z języka portugalskiego, a gramatyka ma mieszane podłoże portugalsko-malajskie. Obecne są wpływy języka holenderskiego, języków chińskich i języków Indii.
Nazwa jest zniekształconą formą portugalskiego wyrażenia papear cristão (dosłownie „chrześcijańska mowa”). Portugalczyków utożsamiano bowiem z chrześcijaństwem.
Jest silnie zagrożony wymarciem. Doszło do redukcji przekazu międzypokoleniowego ze względu na dominację języków malajskiego i angielskiego.

## Historia
Melaka znajdowała się w rękach Portugalczyków od 1511 do 1641 roku, później została przejęta przez Holendrów.

## System fonologiczny
- Tendencja do zamykania samogłosek, typowa dla języka malajskiego
- Upraszczanie dyftongów
- Zanik „r” w bezokoliczniku, np. fechá zamiast portugalskiego fechar

## Morfologia
- Liczbę mnogą tworzy się przez reduplikację rzeczownika, np. homi-homi („ludzie”) lub użycie słowa muito („dużo”), np. muito cachorro („psy”)
- System odmiany czasowników jest maksymalnie uproszczony pod wpływem języka malajskiego, istnieje tylko bezokolicznik. Sam bezokolicznik wyraża też czas teraźniejszy, przez dodanie słowa já („już”) przed czasownikiem tworzy się czas przeszły, zaś logo („wkrótce”) – czas przyszły. Dodanie tá (port. está) wyraża czynność w momencie trwania, np. tá fazê = port. está a fazer („właśnie robi”). Dodanie słowa tocá tworzy stronę bierną, np. ele já tocá pegá zamiast portugalskiego ele foi preso („został aresztowany”)[3]

## Podstawowe wyrażenia
Mutu merseh (port. Muito obrigado) – Dziękuję bardzo
Teng bong? (port. Estás bom?) – Wszystko w porządku?
Bong pamiang (port. Bon dia) – Dzień dobry (rano)
Bong atadi (port. Boa tarde) – Dzień dobry (po południu)
Bong anuti (port. Boa noite) – Dobranoc
yo (port. eu) – ja
bos (port. vós) – wy
bolotudu (port. vós todos, vocês todos) – wy wszyscy
mai (port. mãe) – matka
pai (port. pai) – ojciec
muleh (port. mulher) – żona
maridu (port. marido) – mąż
bela (port. velha) – stara
belu (port. velho) – stary
quenino lub kenino (port. pequenino) – mały
godru (port. gordo) – gruby
bonitu (port. bonito) – piękny
festa (port. festa) – święto
ungua, dos, tres, kuatu, singku, sez, seti, oitu, novi, des (port. um, dois, três, quatro, cinco, seis, sete, oito, nove, dez) – liczebniki